# Gregers Wedell-Wedellsborg
Gregers Christian baron Wedell-Wedellsborg (født 2. juli 1972) er en dansk erhvervsmand, der siden 2014 har været koncerndirektør i Coop Danmark. Fra 2012 til 2014 har han været direktør for Coop Internet og Coop Medlemsprogram.
1. oktober 2017 tiltrådte han stillingen som topchef for Matas-kæden i Danmark.
Han er uddannet cand.scient.pol. fra Københavns Universitet og har en Master in Public Administration fra Harvard University, hvor han studerede i 1998-1999,   finansieret af et legat fra Crown Prince Frederik Fund. 2000-2002 var han konsulent i Accenture, 2002-2003 strategichef i Det Berlingske Officin, 2003-2005 var han adm. direktør for Berlingske Nyhedsmagasin og 2005-2007 direktør og redaktør for Berlingske Tidende Nye Medier. Fra 2007-2012 var han direktør for TV 2 NET. Han er kaptajn af reserven i Den Kongelige Livgarde.
Han er gift med Merete Wedell-Wedellsborg, som er uddannet cand.psych. og ph.d. fra Copenhagen Business School. Har tre børn.